# Calopsitte élégante
Nymphicus hollandicus
Genre
Espèce
Statut de conservation UICN

 LC  : Préoccupation mineure
La Calopsitte élégante (Nymphicus hollandicus) ou simplement Calopsitte, aussi appelée cockatiel (en anglais) ou encore Perruche nymphique, est une espèce d'oiseaux australienne. C'est la seule espèce du genre Nymphicus. De taille similaire à celle d'un petit pigeon, la calopsitte est souvent associée comme oiseau de compagnie, bien qu'assez bruyant. Parfois dénommée perruche, elle fait partie de la même famille que les Cacatoès, et plus précisément de la sous-famille des Nymphicinés, dont elle est la seule représentante. Cette petite perruche est réputée être un bon animal de compagnie facile à élever. Elle se nourrit principalement des fruits comme des bananes, des kiwis, pommes.

## Description
Cet oiseau mesure de 30 à 35 cm de long à l'état sauvage (jusque 37 à 40 avec une grande huppe chez les sujets en captivité issus de sélection) pour une masse de 80 à 100 g. Son plumage est gris anthracite, très foncé pouvant presque aller jusqu'au noir. La huppe et une partie de la tête sont jaunes. Deux taches rouge-orange marquent les joues. Le miroir alaire est blanc (tache sur la bordure de l'aile). La femelle ne possède pas le masque jaune, présente des stries sous la queue et des points jaunes sous les ailes. Les jeunes ressemblent à la femelle. Sa longévité serait d'environ 15 ans, mais on a observé des individus vivant jusqu'à 30 ans.

## En captivité

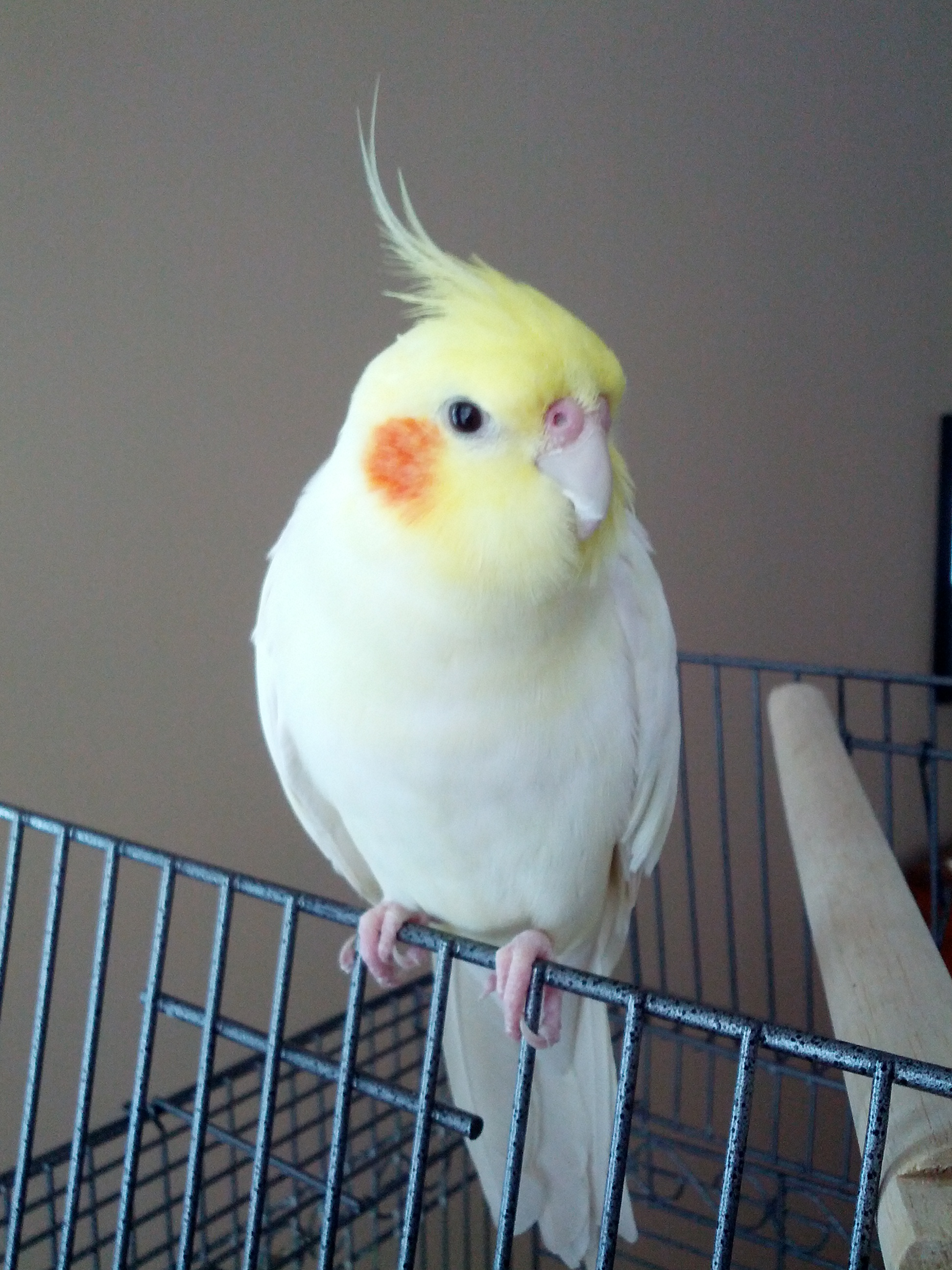
Calopsitte mutation lutino dite « Ino ».

Les mutations permettent aux amateurs d'obtenir des variétés de couleurs différentes du phénotype sauvage, y compris en combinant ces couleurs. Dans le détail ci-dessous, l'hérédité de chacune des mutations est mentionnée entre parenthèses : (RLS) pour liée au sexe récessive, (RA) pour autosomale récessive, (DA) pour autosomale dominante, (CDA) pour autosomale codominante.
- Lutino (RLS) est une mutation qui supprime les mélanines (pigments gris et noirs), ce qui donne des oiseaux d'aspect jaune plus ou moins uniforme. Les joues restent orange et leur taille ou intensité et le sexe de ces individus n'influe pas sur leur apparence. Une femelle lutino présente sur les plumes de la queue des stries jaunes un peu plus foncées, que le mâle n'a pas.
- Le cinnamon (RLS) empêche l'oxydation de la mélanine qui reste brune au lieu de devenir gris-noir.

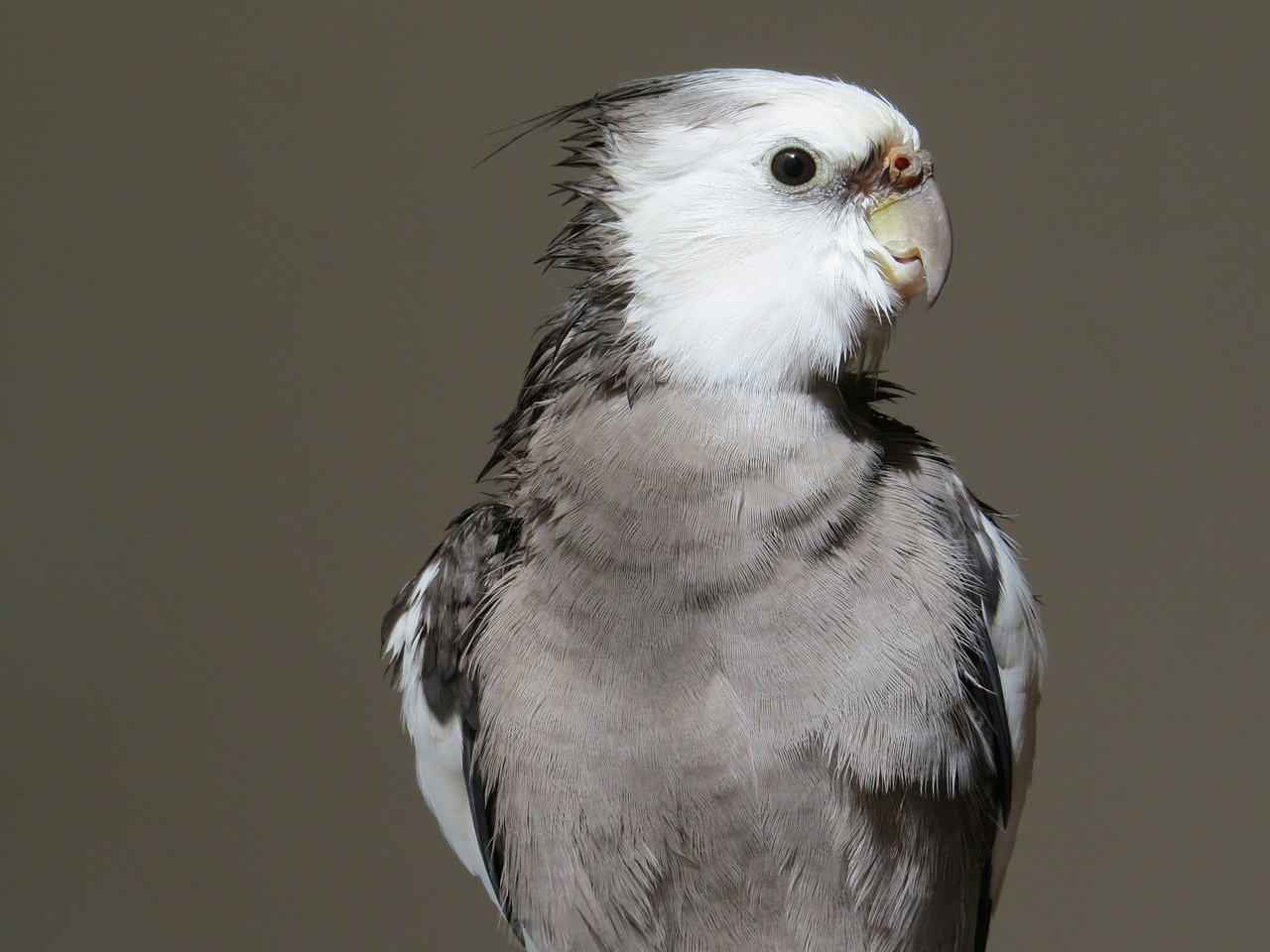
Mâle face blanche.

- Le face-blanche (RA) est une mutation dite de la série bleue qui supprime tous les psittacines (pigments jaunes et rouges). L'oiseau est donc gris et blanc.
- Le face-pâle (RA) est un face-blanche incomplet (les mutations responsables de ces deux variétés sont sur le même gène). Les psittacines sont donc supprimées.
- Le bronze fallow (RA) dilue la mélanine en la rendant brun clair, les yeux étant rouge vif.
- Le fallow cendré (RA) dilue la mélanine en la rendant gris clair chez le mâle et gris plus foncé chez la femelle, les yeux étant rouges.

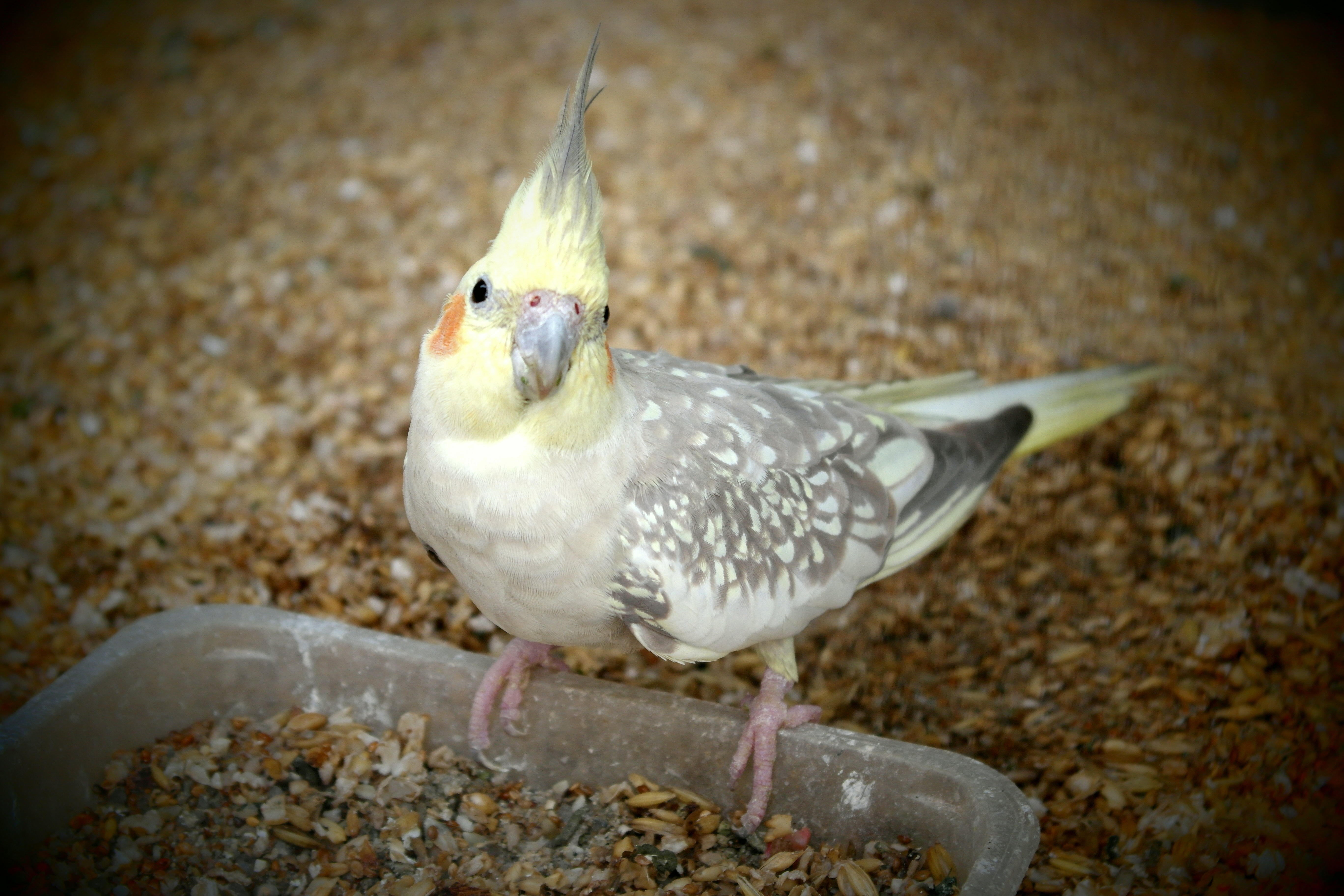
Calopsitte perlée aussi appelée opaline.

- L'opaline (RLS) modifie la répartition de la mélanine sur la plume en donnant un dessin perlé que seuls les jeunes et les femelles possèdent. Les mâles adultes ont le phénotype sauvage.
- Le joues-jaunes (RLS) transforme le psittacine rouge en psittacine jaune.
- Le edged (CDA) modifie la distribution de la mélanine sur chaque plume de la couverture alaire, du dos et du corps en épargnant la tête. La mélanine est refoulée en bordure de la plume.
- La mutation panachée est la première mutation fixée chez cet oiseau. Elle se caractérise par la suppression de mélanine sur le plumage de façon aléatoire. Cette mutation est récessive libre ou autosomale il faut donc que les deux parents apportent le gène pour que leur descendance soit panachée.
- Le White Napped (WN) (tache blanche) se caractérise par une zone jaune plus ou moins étendue derrière la tête et n'a rien à voir avec la mutation panaché.

En combinant les mutations, on obtient des oiseaux présentant les caractéristiques de chacune des mutations. Exemple, un oiseau à la fois face-blanche et lutino devient albinos (blanc pur et yeux rouges).

## Alimentation
Les calopsittes se nourrissent de graines issues de différentes graminées, comme les graines de millet, de tournesol et bien d'autres graines. Elles mangent de nombreux fruits et légumes de toutes sortes ainsi que quelques féculents. En captivité, il est bon de les nourrir avec des croquettes vétérinaires adaptées et quelques assiettes de féculents et légumes (50/50) accompagnés de quelques noix nobles.

## Répartition et habitat

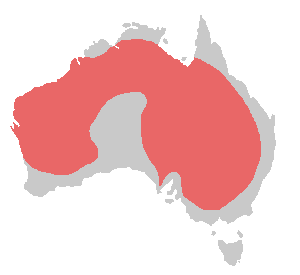
Aire de répartition de Nymphicus hollandicus.

La Calopsitte peuple presque toute l'Australie mais pas les zones côtières. Elle a été introduite en Tasmanie.
Cet oiseau fréquente les savanes et les pâturages mais également les zones urbaines.

## Comportement
Les oiseaux sont souvent perchés en groupes sur les arbres. Ils vivent en bandes constituées d'environ 50 oiseaux, et les couples, comme les inséparables, restent unis toute leur vie, même en dehors des périodes de reproduction.

## Reproduction

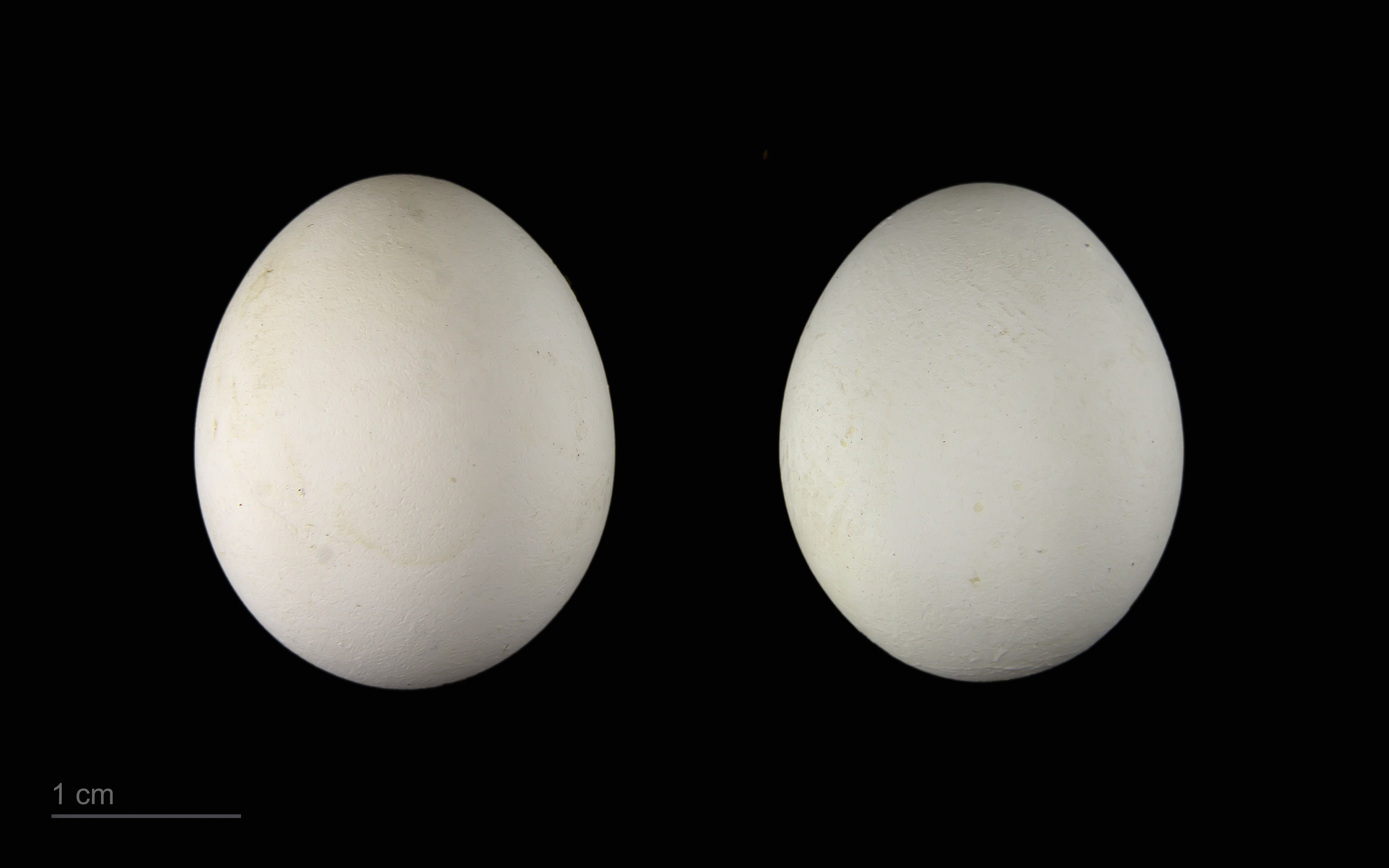
Œufs de Nymphicus hollandicus - Muséum de Toulouse.

La ponte est de 2 à 7 œufs qui éclosent au bout d'environ 18 à 22 jours. Le mâle couve le jour, et la femelle, la nuit. Les parents continuent à nourrir les petits après leur envol, pendant environ un mois.
La reproduction à l'état sauvage est conditionnée par l'arrivée de la pluie. La couvaison, selon la température extérieure, peut varier de 16 à 22 jours.

## Galerie

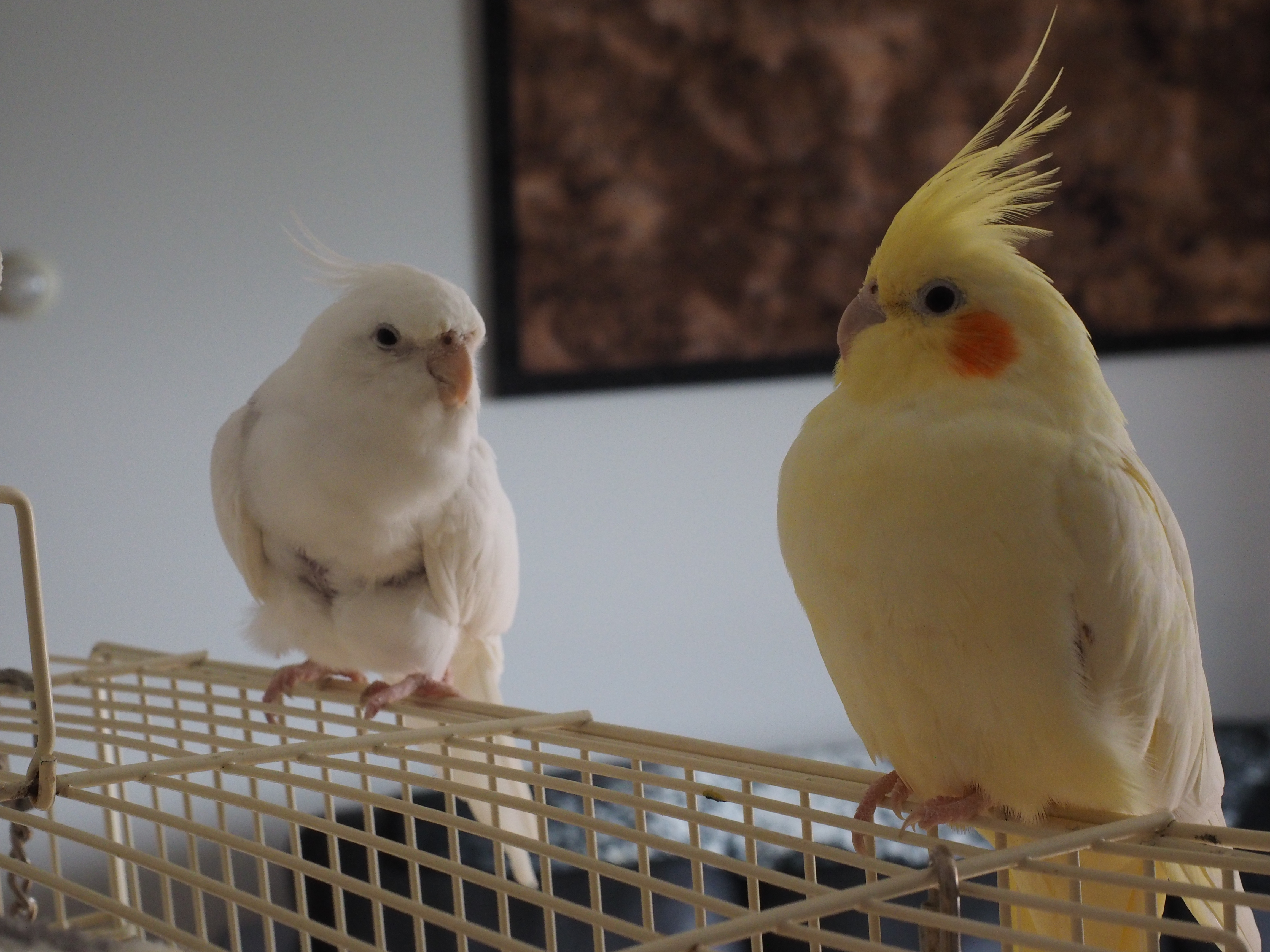
Deux perruches (à gauche une albinos et à droite une lutino)
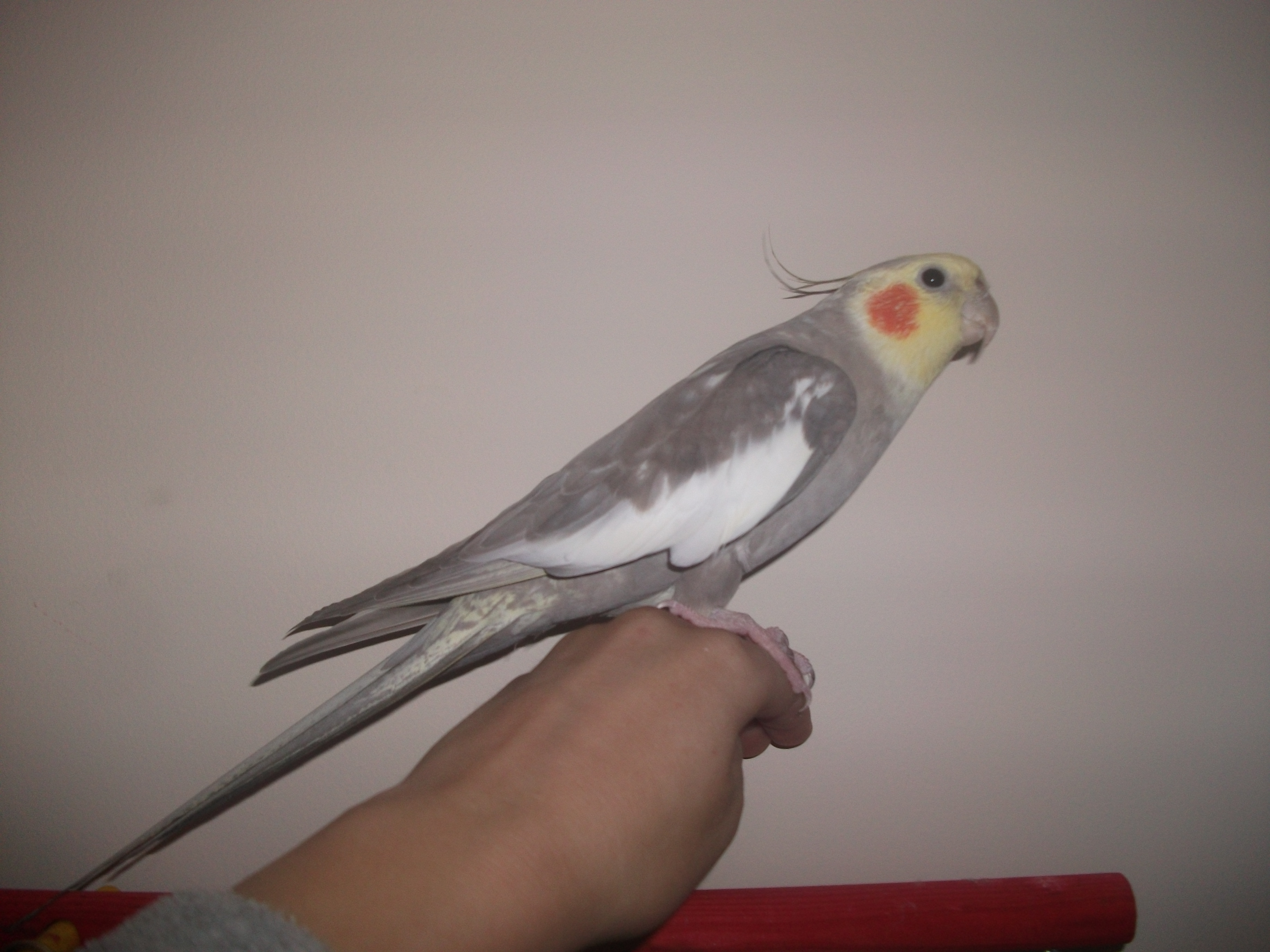
Un mâle calopsitte non mutant
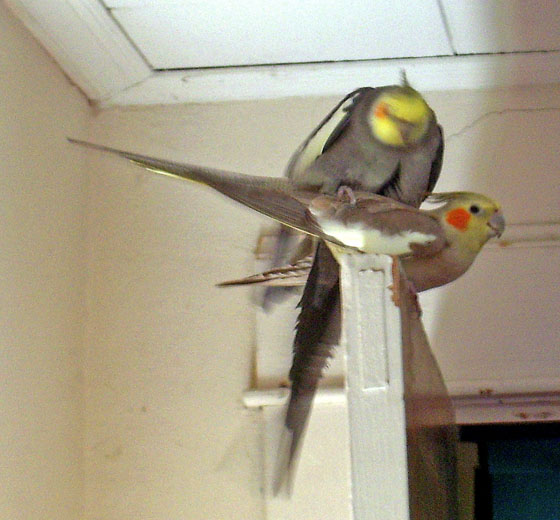
Couple de perruches calopsittes
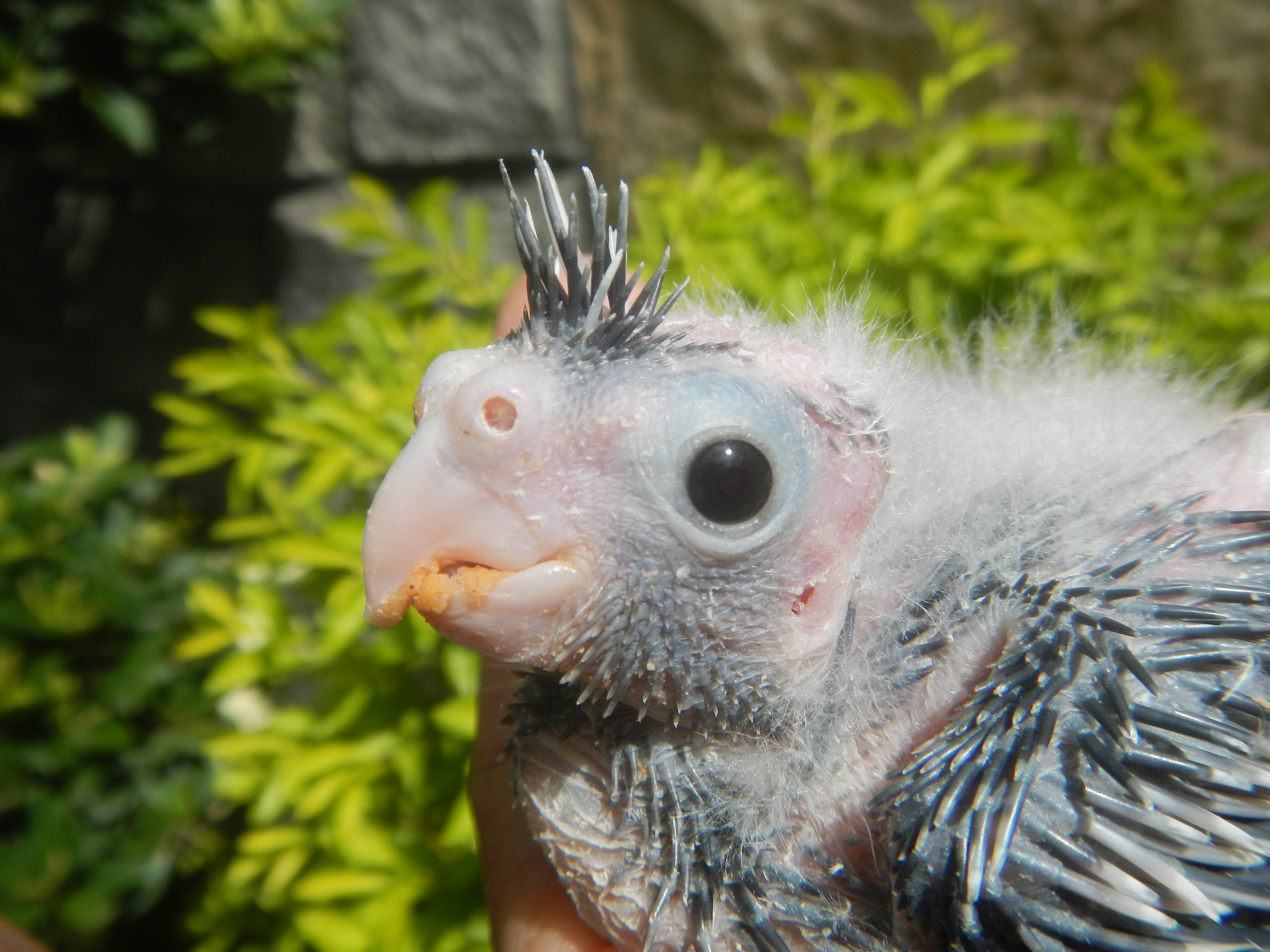
Oisillon
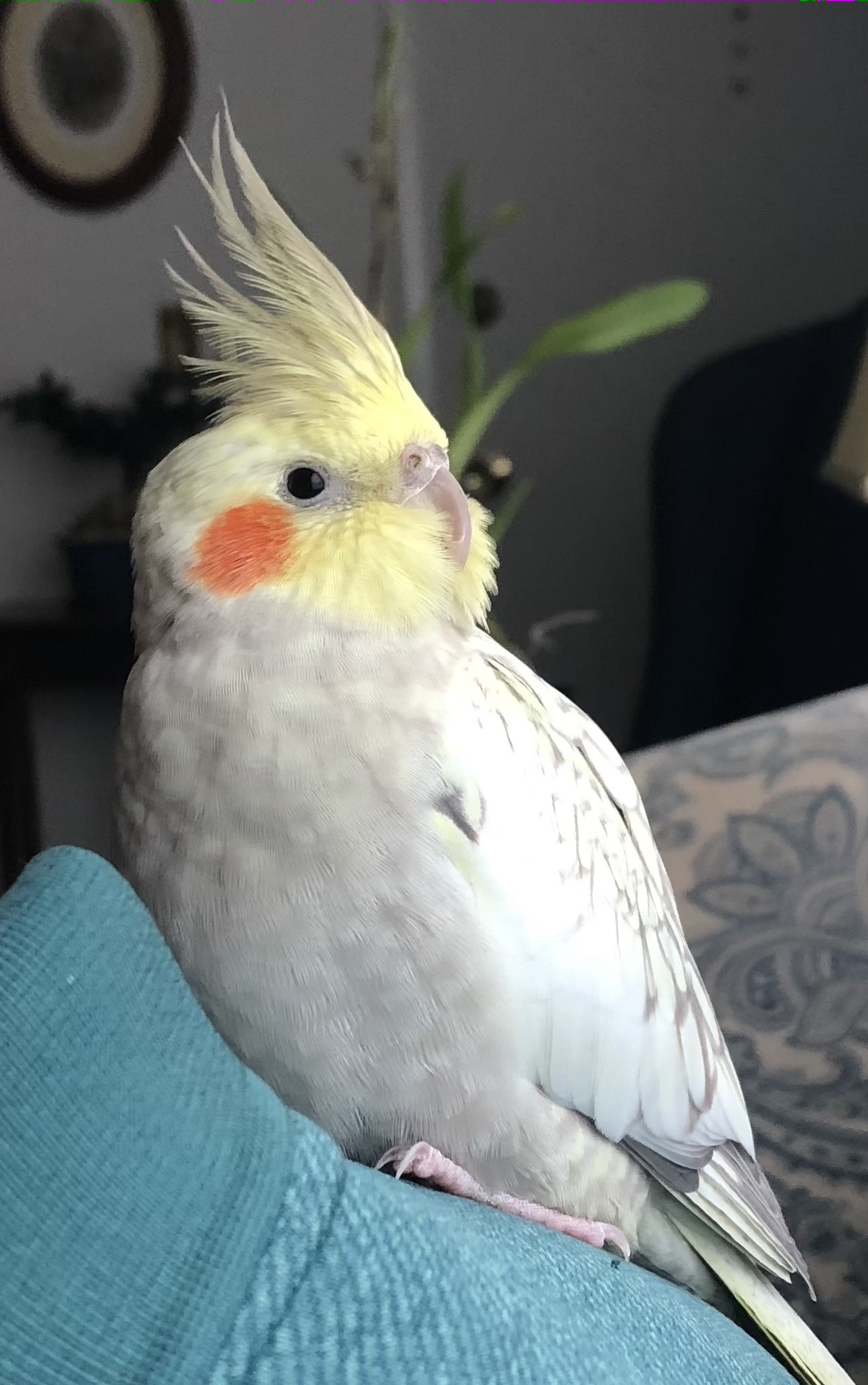
Femelle calopsitte perlée (opaline)
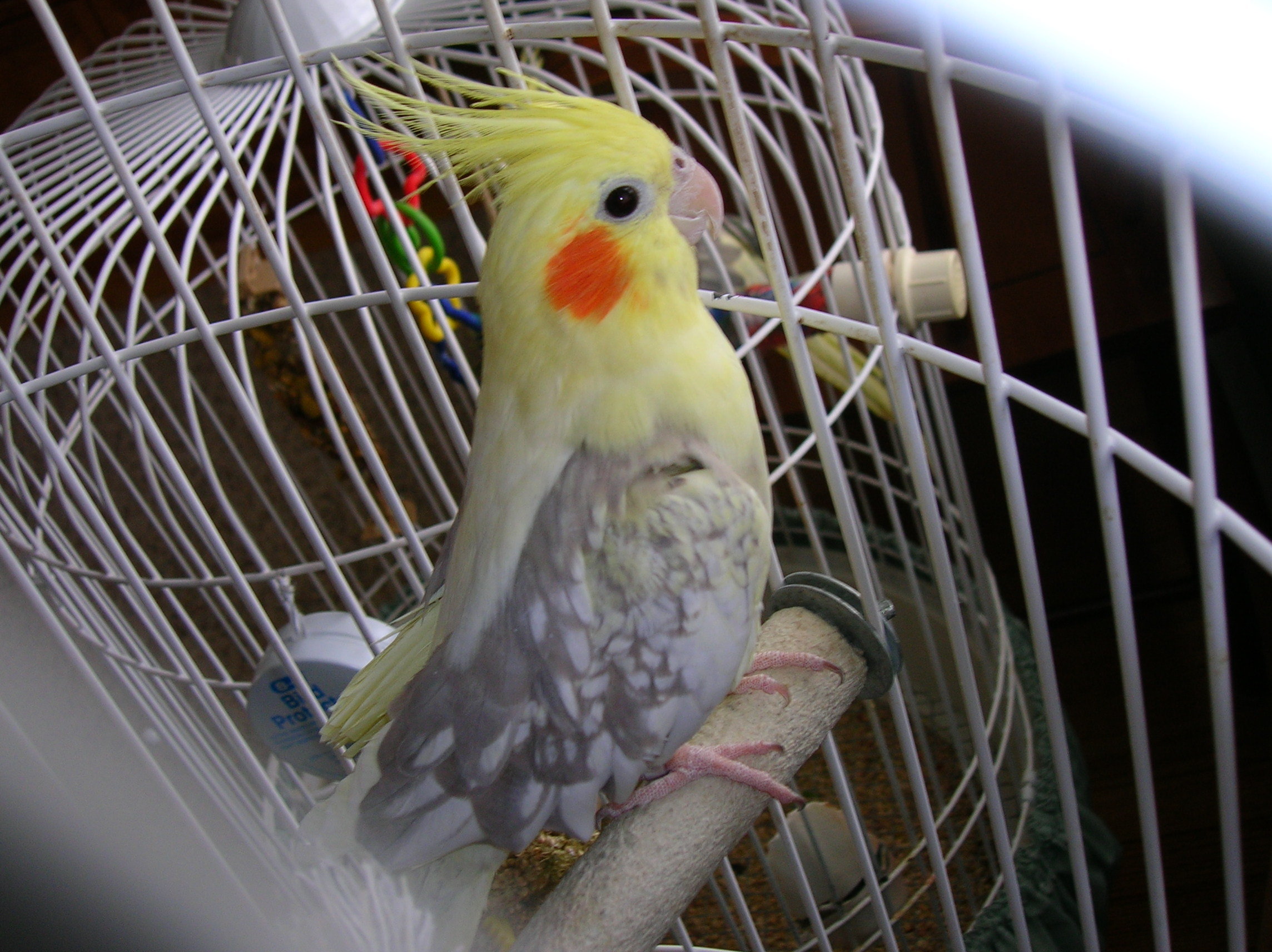
Femelle calopsitte pie (panachée) perlée (opaline)
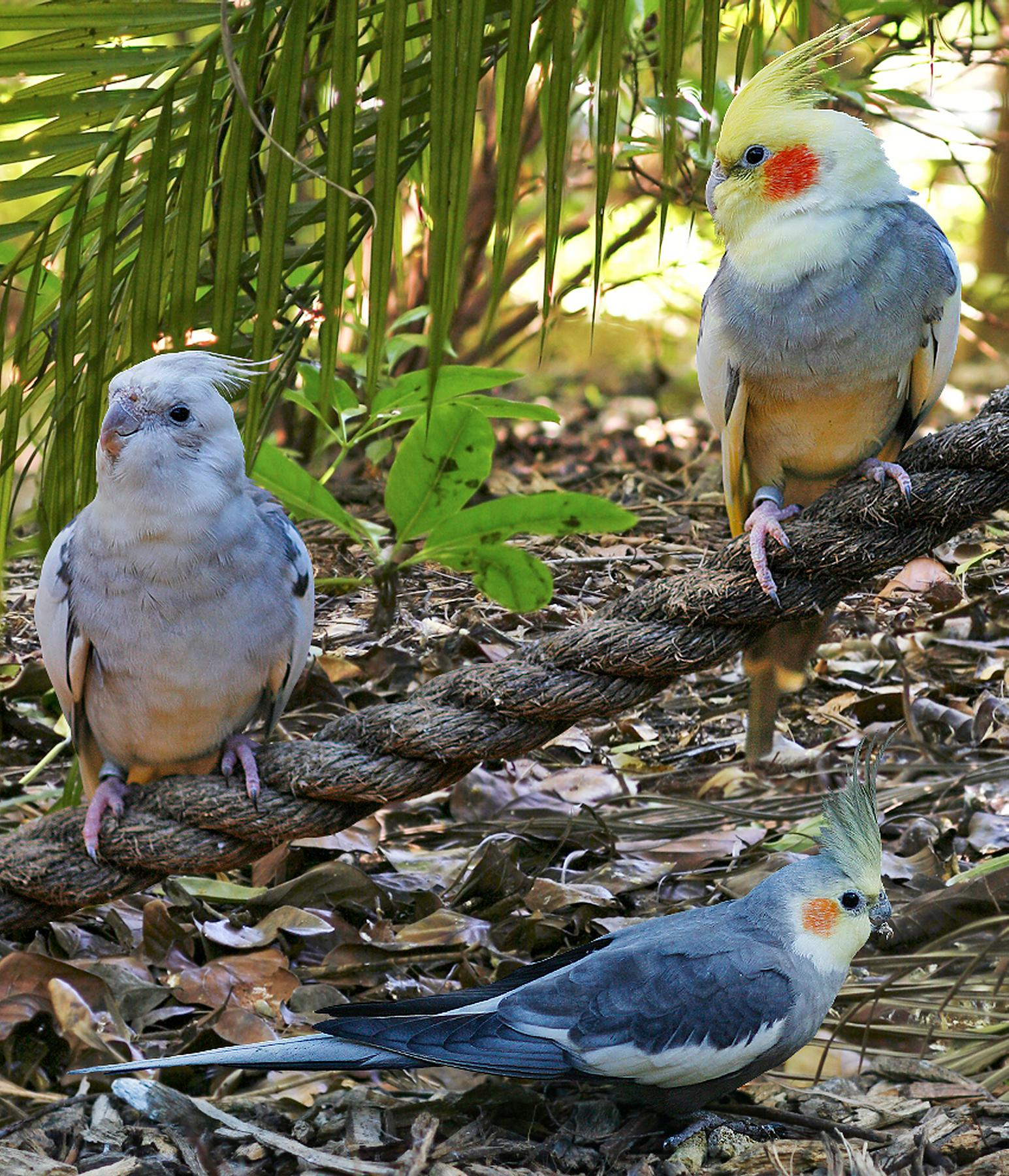
A gauche pie (panaché) face blanche, à droite pie (panachée) et en bas un mâle non mutant
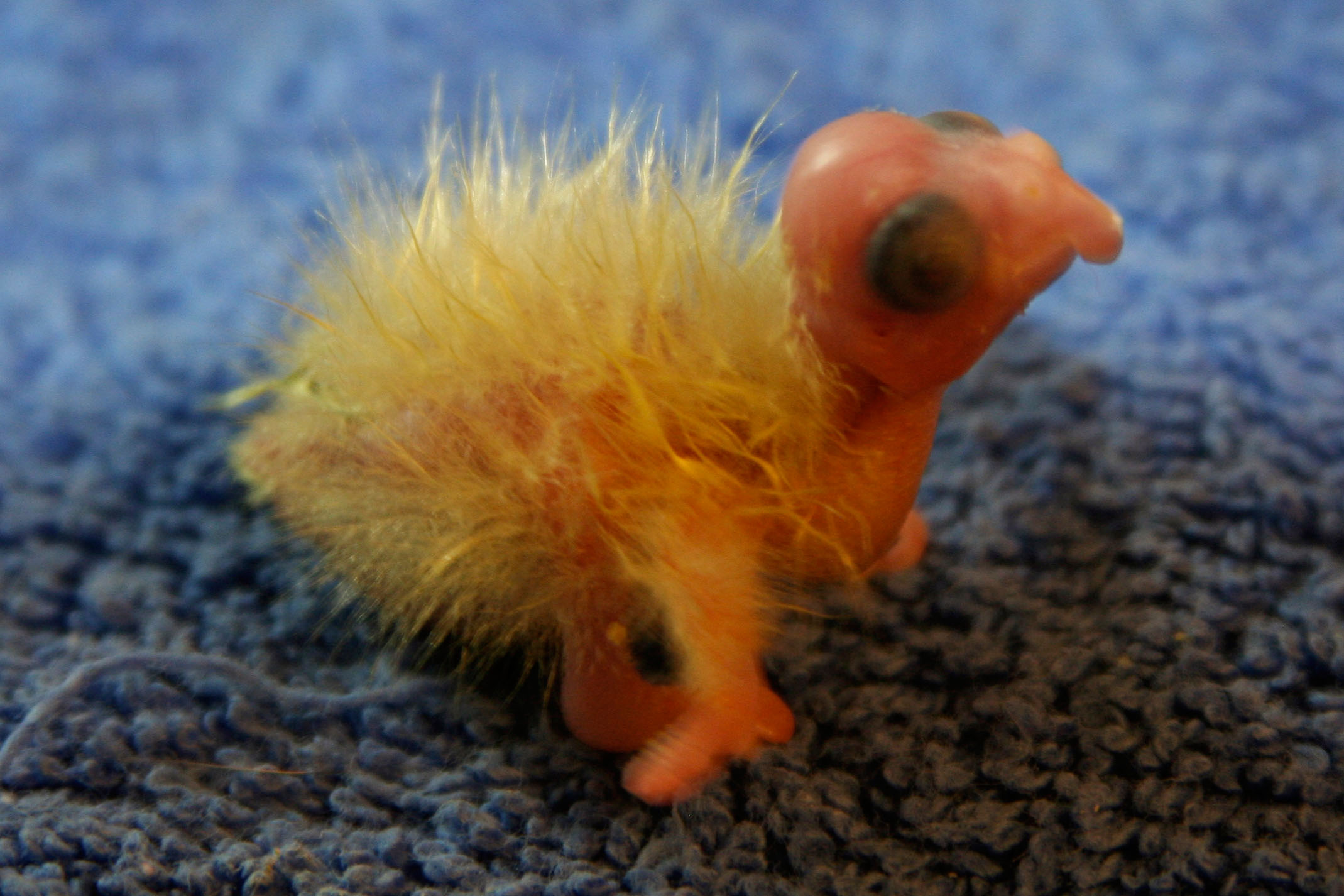
Perruche calopsitte jour 2
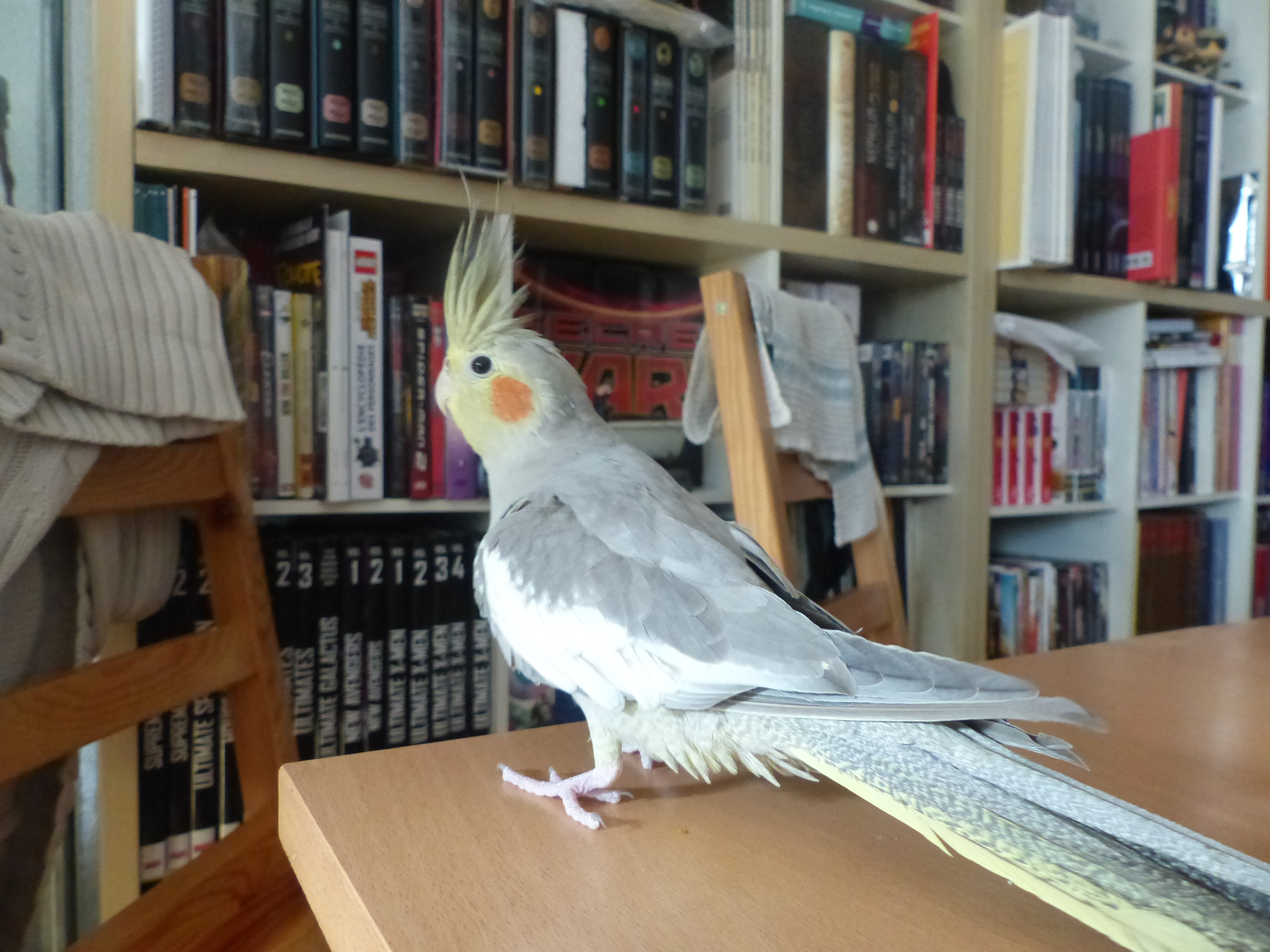
Femelle calopsitte non mutante